# Compact (formație)
Compact este o formație muzicală românească de rock clasic, care a luat ființă în 1977, la Cluj, fiind fondată de către basistul Teo Peter și chitaristul solo Constantin „Costi” Cămărășan împreună cu *Manoliu Marian. Debutul concertistic oficial a fost făcut pe scena Clubului Universitatea Babeș-Bolyai.
În formula originară, formația a progresat mereu, având succes local și regional, care a culminat cu obținerea Marelui Premiu Perpetuum Vox Transilvania la festivalul de la Mediaș în primăvara anului 1981. La sfârșitul sezonului estival 1981, Compact urma să plece la București pentru prima lor înregistrare Electrecord. După concertele din vara anului 1981, cei cinci s-au certat, mai ales din cauza banilor, și din cinci au rămas doar cei doi membri fondatori, Peter și Cămărășan. Aceștia i-au adus ulterior în formație pe Paul Ciuci (solist vocal, chitarist și compozitor) și „Leluț” Vasilescu (tobe), membri fondatori ai formației Telegraf din Câmpia Turzii.
Prin cooptarea celor doi turdeni, formația și-a găsit propria sa identitate muzicală inconfundabilă, care a propulsat-o rapid ca fiind o prezență puternică și distinctă a muzicii rock românești.
În 1982, Compact împreună cu Trupa 2005, din Turnu Severin au lansat primul lor album. Postul național de radio le difuza din ce în ce mai des piesele. Până și Petre Magdin, cu emisiunea sa de televiziune „de la miezul nopții”, a realizat niște scene cu „compacții”, la mare, pe plaja de la Costinești.
Pe primul lor album complet, Fata din vis, 1984, există compoziții atât ale lui Ciuci, cât și ale lui Cămărășan. În 1988, Compact lansează albumul Cântec pentru prieteni, album ale cărui cântece sunt toate semnate de Paul Ciuci. Între timp, formația cânta la mare vara, iar în restul timpului făceau turnee, care i-au făcut cunoscuți nu numai în România, dar și în unele țări de după Cortina de fier precum Bulgaria și Republica Democrată Germană.
Apoi, în 1988, a urmat un triplu hiatus: Paul Ciuci a plecat în Statele Unite ale Americii (concertând cu Sfinx Experience între 1991-1995), iar Compact-ul rămas prin plecarea sa, s-a rupt în două, Teo Peter înființând Compact B (Compact București), iar Costi Cămărășan, Compact C (Compact Cluj).

## Biografie muzicală

### Primele înregistrări
Compozițiile muzicianului Paul Ciuci, stilul său inconfundabil, în care subgenul baladelor rock are un loc important, timbrul aparte al vocii sale și tonul luminos al mesajului artistic transmis s-au făcut remarcate în scurt timp.
Primele piese ale trupei au fost înregistrate în 1982, acestea apărând pe albumul „Formații Rock 6”. Tot în 1982, Compact participă la Festivalul Rock „Serbările Mării”, unde obține Premiul I, iar Paul Ciuci este desemnat cel mai bun solist vocal al unei formații rock.
Între 1982 și 1986, formația își petrece sezoanele estivale concertând în fiecare seară în stațiunea Costinești.
În 1983 este lansat primul mare succes al formației, „Fata din vis”, care aduce notorietatea acesteia. Doi ani mai târziu, „Fata din vis” – melodie care va deveni ulterior hitul multor generații – apare pe primul album propriu al trupei, căruia îi dă și titlul.
În 1985, trupa Compact este invitată la Festivalul Rock de la Dresda – cea mai importantă manifestare de profil destinată țărilor din blocul comunist, iar un an mai târziu efectuează turnee în fosta Uniune Sovietică și Bulgaria.
Petrecând mai mult timp la București, cei de la Compact repetau într-o sală de repetiții a Clubului Universității din București, în același loc unde repetau Vali Sterian, Roșu și Negru și Sfinx, cele mai importante nume ale momentului din muzica românească.
În 1988, Compact lansează albumul „Cântec pentru prieteni”. Au urmat: „Pe tine te-am ales!” (1997), „Compact 100%” (1998), „5.Compact” (2002), compilația „In memoriam” (2005) și „Compact live” (2007).
În perioada 1991 – 1995, Paul Ciuci a plecat din trupa Compact, alăturându-se formației Sfinx Experience, care, de-a lungul timpului, a reunit nume importante din muzica autohtonă. A cântat cu aceasta în Olanda, Luxemburg și Belgia, însă nu a putut să stea departe prea mult de trupa sa de suflet, astfel că în 1996 a revenit la Compact.
În 1996, trupa participă la turneul național Marlboro Music, iar câțiva ani mai târziu cântă în deschidere la nume precum Bonnie Tyler, Europe sau Scorpions.
Urmează turnee în străinătate. 2005 este anul în care Compact a efectuat un turneu de 45 de zile în Statele Unite ale Americii. În 2008 este rândul Canadei, unde formația a susținut concerte în Toronto și Montreal. În același an, trupa a avut spectacole încununate cu mult succes în Germania, Spania și Cipru.
În 2010, Compact desfășoară turneul național „Cântec pentru prieteni”, care a cuprins aproape 50 de orașe.
În 2011, pe lângă numeroasele spectacole din țară, trupa întreprinde noi turnee în Germania și Canada. Concertele sold-out au făcut ca membrii formației să fie invitați și în anul următor în cele două țări. Turneul german din 2012 a cuprins și un concert caritabil pentru fundația muzicianului german Peter Maffay. În Canada, formația a desfășurat un turneu de o lună, în șase localități, care a însemnat bucuria întâlnirii cu un public ce a cântat piesele Compact de la începutul și până la sfârșitul spectacolelor.
La finele lui 2012, Paul Ciuci s-a implicat într-o inițiativă umanitară a postului de radio Europa FM, cântând alături de alți 13 artiști români imnul campaniei “Nu ești singur pe lume”.
La începutul anului 2013, Compact a lansat, într-o nouă versiune, piesa “Ești totul pentru mine” (compoziție 1985), extrem de bine primită de public. În luna ianuarie 2013, această melodie a obținut, prin votul publicului, locul I în Top Românesc, clasament realizat de Radio România Actualități.
În vara anului 2013, Compact a cântat în deschiderea concertului legendarei trupe Deep Purple, pe Cluj Arena, unde s-a bucurat de un real succes.

## Discografie

### Fata din vis
Una dintre piesele de referință ale rock-ului românesc, „Fata din vis” este o marcă muzicală inconfundabilă a grupului Compact. Piesa a fost scrisă în 1978 de către Paul Ciuci și a început cu un refren cântat pe o chitară rece. Inițial piesa a avut titlul „Lady Jane” și abia după câțiva ani s-a transformat în „Fata din vis”.
Ca să nu uite textul care îi venise în minte, Paul l-a scris cu un creion pe ușa unui vestiar dintr-o sală de sport! Piesa a prins contur în studioul din București unde în 1985 Compact a înregistrat unul dintre cele mai bune albume din cariera lor.
Electrecord ‎– ST-EDE 02781; Vinyl, LP, Album; România; 1985; Rock
A1 Lumini Pe Cer 3:07

A2 O Altă Zi 4:01

A3 Păsări Cu Ochi De Foc 3:19

A4 Legendă 3:11

A5 Imn 3:28

B6 Cărare Peste Timp 3:32

B7 Ești Totul Pentru Mine 4:42

B8 Spațiu 7:06

B9 Fata Din Vis 4:18

### Cântec pentru prieteni
Când publicul pleacă de la un concert Compact îi auzi fredonând pe stradă refrenul unui cântec care a fermecat pe toată lumea: „Yeee, yeee, ye!” „Cântec pentru Prieteni” este poate singura piesă din Romania făcută special pentru public. Este motivația perfectă pentru a cânta împreună cu cei patru „compacți” de pe scenă! Dar acest cântec a fost în pericolul de a nu fi înregistrat!
În 1988, când aproape tot albumul era gata și mai rămase disponibil puțin timp de studio, piesa nu putea fi imprimată pentru că nu avea… text! Atunci, Paul a ieșit pe holurile de la „Electrecord”, s-a așezat pe niște scări și…a așteptat. Cine spune că „muza” este o invenție se înșeală! De astă dată, „muza” a fost publicul prin care Compact trăiește magia concertului. Cu fanii trupei în minte, Paul a găsit cuvintele potrivite pentru unul dintre cele mai mari hituri din rock-ul românesc!
Electrecord ‎– ST-EDE 03501; Vinyl, LP, Album; România; 1989; Rock, Pop
A1 Cîntec Pentru Prieteni 3:17

A2 O Noapte Și-o Zi 4:22

A3 Mi-e Tare Dor De Tine 4:26

A4 Dă-mi O Veste 4:10

B5 Jocul Ielelelor 5:03

B6 Călător Spre Infinit 4:38

B7 Întoarce-te Acasă 3:23

B8 Un Alt Început

### Pe tine te-am ales
In memoriam – Una dintre cele mai sensibile piese ale grupului Compact care a fost scrisă altfel decât în mod „regulamentar”. De obicei, Paul compune muzica și abia apoi se adaugă textul, pentru „In Memoriam” Paul a cerut textierei versuri care să spună povestea unor oameni dragi care dispar dintre noi prea devreme. 1997 a fost o perioadă în care România fusese zguduită de disparițiile unor oameni marcanți din toate domeniile: sport, teatru, muzică. După ce textul a fost scris, muzica a venit de la sine; piesa a fost înregistrată într-un stil mai deosebit: s-a folosit doar o chitară, o clapă și un sequencer – sound-ul creat are ceva eteric. Piesa se află pe LP-ul „Pe Tine Te-am Ales”.
Roton ‎– RoMC 3114; Cassette, Album; România; 1997; Rock, Pop
1 Profetul

2 Blue-Bar

3 La 20 De Ani

4 Fata Din Vis

5 O Femeie Ca Tine

6 Pe Tine Te-am Ales

7 E Doar Un Joc

8 O Viață Împreună

9 O Stea Din Cer

10 In Memoriam

### Compact 100%
Anul 1999 reprezintă anul apariției albumului „Compact 100%”, înregistrat în formula: Paul Ciuci (chitară), Teo Peter (bass), Aurel Vasilescu (tobe), Emil Laghia (chitară), Dan Stesco „Polymoog” (clape), album produs de Roton.
Roton ‎– RO CD 148; CD, Album; România; 1999; Rock
1 Promisiuni 4:55

2 Un Alt Început 4:56

3 Am Nevoie De Tine 5:58

4 Duhul De Argint 7:12

5 Dă-mi O Veste 4:13

6 Toate Vor Trece 5:56

7 Se Preface 4:25

8 Vei fi A Mea

### 5.Compact
„Te voi iubi mereu”, este una dintre cele mai reușite piese de pe albumul 5.Compact. Un refren care a venit pe neașteptate, într-o seară de toamnă, fără ca Paul să-și imagineze că a doua zi va finisa piesa în forma ei finală! „Te Voi Iubi Mereu” nu a suferit nici o modificare în studio și are exact aceeași linie din seara aceea inspirată!
Textul cintecului a fost scris de Monica Cucu în trei reprize, fiecare dictată prin telefon; toate modificările finale de text s-au făcut… via GSM!
De la ușile vestiarelor la sateliții de telefonie mobilă! … Totul evoluează! Dar muzica trupei Compact rămâne fără vârstă!
Cat Music ‎– 101 2295 2; CD, Album; România; 2002; Rock, Pop
1 Stai Cu Mine	4:18

2 Inca O Sansa	4:46

3 Carare Peste Timp	3:51

4 Azi Sunt Liber	3:55

5 Cand Ma Gandesc La Tine	4:20

6 O Noapte Si O Zi	4:08

7 O Casa Fara Numar	4:01

8 Cantec Pentru Prieteni	4:02

9 Te Voi Iubi Mereu...	4:25

10 ...Intr-o Alta Viata

### In memoriam
In memoriam Teo Peter a apărut oficial după decesul basistului. Acest album conține piese de pe „Compact 100%”, „Pe tine te-am ales” și „5.Compact”.
Roton ‎– 3740-4; Cassette, Compilation; România; 2005; Rock

A1 In Memoriam

A2 Fata Din Vis

A3 Dă-mi O Veste

A4 Promisiuni

A5 Un Alt Început

A6 Toate Vor Trece

B7 Vei Fi A Mea

B8 O Viață Împreună

B9 Pe Tine Te-am Ales

B10 E Doar Un Joc

B11 Profetul

B12 O Stea Pe Cer

### Live
Compact live este un album pe 2 cd-uri, cu cele mai frumoase creații ale formației de-a lungul a celor 30 de ani de existență înregistrate live.
RBA ‎– RBA 1209; 2×CD, Album; România; 2007; Pop Rock
1-1 Intro

1-2 Regele Ielelor

1-3 Promisiuni

1-4 O Noapte Și O Zi

1-5 Un Alt Început

1-6 Să Te Gândești La Mine

1-7 O Femeie Ca Tine

1-8 Stai Cu Mine

1-9 Vei Fi A Mea

1-10 Fata Din Vis

2-1 In Memoriam

2-2 O Stea Din Cer

2-3 O Casă Fără Număr

2-4 Cand Mă Gândesc La Tine

2-5 Trenul Pierdut

2-6 Mi-e Tare Dor De Tine

2-7 Întoarce-te Acasă

2-8 Cântec Pentru Prieteni

2-9 Cărare Peste Timp

## Alte articole conexe
- Compact - fondator: Costi Cămărășan, activi între 1976 - 1988 și 2017 - prezent
- Compact B (Compact București) — fondator Teo Peter, activi între 1988 - 1996
- Compact C (Compact Cluj) — fondator Costi Cămărășan, activi între 1988 - 1998.